# Setodes niveogrammicus
Setodes niveogrammicus là một loài Trichoptera trong họ Leptoceridae. Chúng phân bố ở miền Australasia.